# Треска от Рифтовата долина
Треска от долина Рифт е вирусна зооноза, която засяга предимно животни, но боледуват също и хора. Заболяването се разпространява, чрез ухапване от заразени комари, представители на род Aedes и Culex. Причинителят е РНК вирус, представител на род Phlebovirus (семейство Bunyaviridae). Характеризира се с висока смъртност при младите животни и аборти, храносмилателни разстройства и хронично възпаление на черния дроб. При хората доста често протича безсимптомно, смъртните случаи са рядкост (под 1%), а след преболедуване организма изгражда продължителен имунитет.

## Исторически сведения за заболяването
Болестта е регистрирана за първи път в Кения в района на разломната Източноафриканска рифтова долина през 1915 г. Това е причината тя да бъде наречена с това име. Вирусът обаче бива изолиран едва през 1931 г. Огнища на заболяването са регистрирани в цяла Африка южно от Сахара. От възникналата епидемия в Кения през 1950 – 1951 г. половин милион овце абортират, а 100 хил. от тях умират.
На север от Сахара случаите са спорадични, но доста често със сериозни последици. В периода 1977 – 1978 г. в Египет заболяват 18 хил. души като 598 от тях умират. През 1998 г. в Кения вирусът отнема живота на над 400 души. През септември 2000 г. заболяването за пръв път е регистрирано и в огнища извън Африка – в Саудитска Арабия и Йемен. Едни от най-големите епидемии причинили големи жертви са: 1987 г. в Сенегал, 1997 – 1998 г. в Кения, 2003 г. в Египет.

## Етиология
Причинителят е вирус от род Phlebovirus с размери 77 – 95 nm. Той оцелява в изсушени изтечения и се разпространява посредством комари. При комарите от род Aedes освен преносителство е доказано, че вирусът допълнително се намножава в техния организъм. Вирусът проявява хепатотропизъм, който обаче не винаги е задължителен. Намножава се в големи количества във всички паренхимни вътрешни органи и най-вече в черния дроб. Отделя се със секрети, околоплодна течност и обвивки при аборт, изпражнения, мляко и други.

## Епизоотология

### Възприемчивост
Боледуват предимно селскостопански животни като говеда, овце, кози, камили и диви животни антилопи, биволи, някои гризачи и други. Установено е, че маймуните, свинете и домашните котки и кучета прекарват бързопреходна виремия без проява на клинични признаци. Заболяването при тях е доказано косвено при установяване на антитела в кръвния серум.

### Вектори на заболяването
Това са различни видове комари Haematophagus от родовете Aedes, Anopheles, Culex, Eretmapodites, Mansonia. Заразяването става най-вече при ухапване от инсекти, преносители на вируса и по-рядко чрез секрети, отделяни от болни животни.

### Сезонност
Заболяването има изразен сезонен характер – проявява се през влажните месеци на годината, когато летежът на комарите е по-голям. Друга особеност е изявената му периодичност. Редува се на периоди от 4 – 7 години. Причината е, че след преболедуване се изгражда стабилен имунитет, но новородените животни, освен коластрения имунитет, през първите дни след раждането остават незащитени и създават предпоставка за нов взрив на заболяването.

## Епидемиология
Хората са силно възприемчиви. Те се заразяват най-вече при директен контакт с инфектирани животни и работа с месо. Вирусът се отделя с носни изтечения, кръв, вагинални секрети след аборт, инфектирано месо и мляко, чрез които може да настъпи заразяване при хората. Ухапване от комари преносители на заболяването също може да бъде причина за заразяване.

## Клинични признаци
Инкубационният период е кратък 2 – 7 дни, а при новородените животни до 24 часа.

### При животните
Обикновено новородените и подрастващите животни са по-възприемчиви, боледуват тежко и с по-висока смъртност. Най-често заболяването започва с вълна от аборти с необясним характер. Абортират почти 100% от заразените бременни животни. Смъртността при това заболяване е в доста високи граници. Заболяването се проявява в три клинични форми, в зависимост от видовата и възрастовата възприемчивост:
- Свръхостра форма. Наблюдава се най-вече при домашните продуктивни животни и особено при новородените. Проявява се с внезапен колапс и смърт без проява на каквито и да било клинични признаци преди това.
- Остра форма. Силно се повишава телесната температура, появява се сърдечна недостатъчност. Болните лежат угнетени и не могат да се изправят на краката си. От носа изтичат слузесто-гнойни изтечения. Тази форма се характеризира с повишена смъртност още в първите няколко дни от началото на заболяването.
- Подостра форма. Телесната температура се повишава, апетита намалява, животните отслабват и се изтощават. Настъпват колични болки, диария, повръщане, слузесто-гнойни изтечения от носа. В резултат на изтощението животните се залежават. Бременните абортират с възможни усложнения след това. При някои животни абортът е единствения признак на заболяването в подострата си форма.

### При хората
При хората вирусът може да предизвика няколко различни признака. Обикновено заболяването може да не придобие клинична изява и да преболедуват безсимптомно или като леко заболяване с висока температура, главоболие, миалгия и чернодробни нарушения. В малък процент от случаите (<2%) заболяването може да прогресира до хеморагична треска, менингоенцефалит (възпаление на мозъка) или се засягат очите. Приблизително 1% от поразените хора от това заболяване умират. При по-голямата част от пациентите заболяването протича обикновено с висока температура, генерализирана слабост, болки в гърба, замайване, загуба на тегло. Възстановяването е в рамките на 2 – 7 дни от началото. Подобно на заболяването Денга настъпва второ увеличение на температурата. Установява се увеличен черен дроб без проява на признаци на жълтеница.

## Патологоанатомични изменения
Най-характерни са множество дребни некротични участъци по черния дроб. Органът е с жълтеникав цвят. Установяват се множество кръвоизливи в лимфните възли, епикарда и ендокарда на сърцето.

## Диагноза
Тя се поставя лесно в огнища, където заболяването вече е регистрирано преди това и е доста трудна в огнища, които се появяват за първи път. За поставянето на диагнозата помага сезона на проявление, масовите аборти и некрозата на черния дроб при аутопсия. За по-лесно диагностициране се прилагат множество методи за откриване на вируса и за доказване на специфични антитела.

## Лечение
Лечението на първите две форми е безуспешно. При подострата форма се прилагат лекарствени средства, лекуващи отделните симптоми. При хората се препоръчва да спазват диета за предпазване на черния дроб – да се избягва богатата на мазнини храна.

## Профилактика
Създадени са няколко животински ваксини за защита от това заболяване. Първо е разработена жива ваксина, която приложена при мишки създава стабилен имунитет продължаващ до три години. Въпреки това обаче, тя създава проблеми при прилагане върху бременни животни. При по-голямата част от тях се предизвикват аборти и приложението ѝ не е икономически ефективно. Разработена е и атенюирана ваксина. Тя обаче изгражда нестабилен имунитет и за да се постигне добър ефект са необходими неколкократни ваксинации.
Предпазването на животните е трудна задача. Обикновено се препоръчва да се извърши дезинсекция на пасищата с цел ликвидиране на комарите. През по-влажните сезони обикновено животните трябва да се извеждат на по високи пасища, където летежът на насекомите е по-малък. Препоръчва се заплождане през период, в който ражданията след това да протекат след преминаване на дъждовния сезон.
Превантивните мерки при хората са от гледна точка на предпазване от ухапвания от комари – замрежвания на прозорците, използване на репеленти, дезинсекция на помещенията и района, в който живеят.

## Други
Треска от долината на Рифт е едно от заболяванията, които правителството на САЩ разработва като потенциално биологично оръжие.